# Lipophilie
La lipophilie caractérise l'affinité chimique d'une matière ou d'une molécule pour les graisses. C'est en  chimie généralement équivalent à l'hydrophobie. 
En effet, les corps gras sont des solvants apolaires, alors que l'eau est un solvant polaire. Les molécules solubles dans les solvants polaires ne le sont généralement pas ou peu dans les solvants apolaires, et inversement. Certaines molécules, dites amphiphiles, présentent une partie polaire (donc hydrophile/lipophobe) et une partie apolaire (donc hydrophobe/lipophile). Ces molécules ont des propriétés tensioactives, et généralement on peut déterminer leur HLB, une valeur qui quantifie leur caractère plus ou moins lipophile ou hydrophile. 
Le caractère lipophile ou hydrophile d'une molécule peut avoir d'importantes conséquences, tant dans l'industrie que dans le domaine de la santé. Ainsi, dans l'organisme, les molécules lipophiles sont susceptibles d'être stockées dans les graisses et donc bioaccumulées, tandis que les molécules hydrophiles sont éliminées plus facilement. 